# لوسیانو ابکاسیس
لوسیانو ابکاسیس (انگلیسی: Luciano Abecasis؛ زادهٔ ۴ ژوئن ۱۹۹۰) بازیکن فوتبال اهل آرژانتین است.
از باشگاه‌هایی که در آن بازی کرده‌است می‌توان به باشگاه فوتبال گودوی کروز، باشگاه فوتبال ریور پلاته، باشگاه فوتبال روساریو سنترال، و باشگاه فوتبال دلفینو پسکارا اشاره کرد.